# نیلز اسکوگلوند
نیلز اسکوگلوند (انگلیسی: Nils Skoglund؛ ۱۵ اوت ۱۹۰۶ – ۱ ژانویه ۱۹۸۰ (aged 73)) ورزشکار شیرجه اهل سوئد بود.
وی در مسابقات کشوری و بین‌المللی در مجموع برندهٔ ۱ مدال نقره شده‌است.